# Hakusensha
Hakusensha (白泉社?) è una casa editrice giapponese nata il 1º dicembre 1973 dalla Shūeisha, da cui successivamente si è separata.
Pubblica prevalentemente riviste shōjo manga e seinen manga.

## Riviste pubblicate
- Hana to yume (花とゆめ?, Hana to yume): in formato B5, venne lanciato nel maggio 1974, ed è un quindicinale di shōjo manga.
- Bessatsu Hana to yume (別冊花とゆめ?, Bessatsu hana to yume): A5, una rivista mensile di shōjo manga, lanciato nel luglio 1977.
- LaLa: B5, una rivista mensile di shōjo manga, lanciato nel luglio 1976.
- Shōnen Jets (少年ジェッツ?, Shonen jettsu) (chiuso): shōnen manga, lanciato nel settembre 1981.
- Silky:, A5, bimestrale di josei manga, lanciato nell'agosto 1985.
- LaLa DX: A5, bimestrale di shōjo manga, lanciato nel 1985.
- Young Animal: B5, rivista di seinen manga quindicinale, lanciato nel marzo del 1989 col nome di Animal House, cambiato poi nel maggio 1992.
- MOE: A4, un mensile di "racconti fantastici" lanciato nel marzo 1992.
- Shōsetsu Hanamaru (小説花丸?, Shosetsu hanamaru): A5, rivista di racconti josei, lanciato nel dicembre 1995.
- Melody (メロディ?, Merodi): B5, rivista di shōjo manga mensile lanciato nel settembre 1996.
- CANDy: A4, rivista per adolescenti lanciata nel giugno 2001.
- Jossei:, bimestrale di josei manga, lanciato nell'aprile 2008.

## Manga famosi pubblicati dalla Hakusensha
Titoli di manga famosi pubblicati dalla Hakusensha conosciuti anche in Italia
- 36000 secondi al giorno
- Angel Sanctuary
- Berserk
- Fruits Basket
- Hana-Kimi
- Host Club - Amore in affitto
- Il grande sogno di Maya
- La nuova vita di Nina
- Last Game
- Le situazioni di Lui & Lei
- Maid-sama!
- Skip Beat!
- La principessa sacrificale e il re delle bestie
- La stirpe delle tenebre
- Vampire Knight